# The Totem Mark
Pour plus de détails, voir Fiche technique et Distribution.
The Totem Mark est un film muet américain réalisé par Otis Turner et sorti en 1911.

## Fiche technique
- Titre : The Totem Mark
- Réalisation : Otis Turner
- Scénario : Hobart Bosworth, Otis Turner
- Producteur : William Selig
- Société de production : Selig Polyscope Company
- Pays de production :  États-Unis
- Format : Noir et blanc — 35 mm — 1,33:1
- Genre : Western
- Date de sortie : 
  - États-Unis : 5 septembre 1911

## Distribution
- J. Barney Sherry : le Sachem
- Jane Keckley : la fille du Sachem
- Viola Barry
- Leonide Watson
- Adele Worth
- Jack Conway : un guerrier Ojibway
- Hobart Bosworth : Lotokah
- Bessie Eyton : Zeetah
- Donald MacDonald : un jeune guerrier
- Major J.A. McGuire : un chef Ojibway
- Kathlyn Williams
- Tom Mix